# La mujer silenciosa
La mujer silenciosa (título original en alemán, Die schweigsame Frau) es una ópera en tres actos con música de Richard Strauss y libreto en alemán de Stefan Zweig, basado en la obra Epicoene, or the Silent Woman de Ben Jonson. Se estrenó en la Semperoper de Dresde en 1935. Considerada una obra de gran encanto, ha sido, no obstante, una de las menos exitosas del compositor. 

## Historia
Fue estrenada en la Semperoper de Dresde el 24 de junio de 1935, bajo la conducción del director austríaco Karl Böhm, con Maria Cebotari, Kurt Böhme y Erna Sack Aunque es una obra de gran encanto cuando tiene un buen reparto y está bien interpretada, ha resultado ser una de las óperas de Strauss menos exitosas. La asociación de Strauss con un libretista judío de Alemania en 1935 provocó una respuesta hostil por parte de Hitler y Goebbels, e incluso después de la guerra, se ha reconocido poco su valor y ha tenido escasas reposiciones. 
La obra se estrenó en Estados Unidos en el New York City Opera el 7 de octubre de 1958. Se interpretó en la Opera de Santa Fe en 1987 y 1991, y también en la Garsington Opera en 2003.
Recientemente se ha representado en la Semperoper de Dresde, París (protagonizada por Natalie Dessay), Wiener Staatsoper, en el Teatro de la Maestranza de Sevilla y en el Festival de Múnich 2010, protagonizada por Diana Damrau y dirigida por Kent Nagano.
Esta ópera rara vez se representa en la actualidad; en las estadísticas de Operabase aparece con sólo 5 representaciones para el período 2005-2010.

## Personajes
| Personaje                            | Tesitura              | Reparto del estreno, 24 de junio de 1935 (Director: Karl Böhm) | Reparto del estreno en España. Teatro de la Maestranza, 3 de octubre de 2009 (Director: Pedro Halffter) |
| ------------------------------------ | --------------------- | -------------------------------------------------------------- | --- |
| Sir Morosus, un almirante retirado   | bajo                  | Friedrich Plaschke                                             | Franz Hawlata                                                                                           |
| Widow Zimmerlein, su ama de llaves   | contralto             | Helene Jung                                                    | Barbara Bornemann                                                                                       |
| Schneidebart, un barbero             | barítono alto         | Mathieu Ahlersmeyer                                            | Klaus Kuttler                                                                                           |
| Henry Morosus, sobrino del almirante | tenor alto            | Martin Kremer                                                  | Berhard Berthold                                                                                        |
| Aminta, su esposa                    | soprano de coloratura | Maria Cebotari                                                 | Julia Bauer                                                                                             |
| Isotta, cantante de ópera            | soprano de coloratura | Erna Sack                                                      | Elena de la Merced                                                                                      |
| Carlotta, cantante de ópera          | mezzosoprano          | Maria Hundt[cita requerida]                                    | Karolina Gumos                                                                                          |
| Morbio, cantante de ópera            | barítono              | Rudolf Schmalnauer                                             | Alfredo García                                                                                          |
| Vanuzzi, cantante de ópera           | bajo profundo         | Kurt Böhme                                                     | Felipe Bou                                                                                              |
| Farfallo, cantante de ópera          | bajo profundo         | Ludwig Ermold                                                  | Pavel Kudinov                                                                                           |
| El loro                              | papel hablado         |                                                                | |
| Otros actores, vecinos               |                       |                                                                | |

## Argumento
Sir Morosus, capitán marino retirado, sufre ante todo con el ruido. El parloteo de su ama de llaves lo pone nervioso, y la llegada a su casa de su sobrino Henry con un conjunto de ópera, termina con su paz. La esposa de Henry, Aminta, prima donna de la compañía, pero a quien Morosus no conoce como tal, se presta a hacerse pasar por una mujer dulce y silenciosa que cambia al casarse, volviéndose agresiva y fiera.

## Discografía
- 1959; Karl Böhm; Hans Hotter (Morosus), Fritz Wunderlich (Henry), Hermann Prey (Barbier), Hilde Güden (Aminta), Georgine von Milinkovic (Haushälterin); Wiener Philharmoniker (DGG)

- 1971; Wolfgang Sawallisch;  Reri Grist, Kurt Böhme, Barry McDaniel, Donald Grobe,  Martha Mödl; Orchester der BayerStaatsoper (Orfeo)

- 1976; Leif Segerstam; Edita Gruberova, Marius Rintzler (Morosus), Romano Emili (Henry), Peter-Christoph Runge (Barbier), Gwynn Cornell; Orchestre National de France

- 1977; Marek Janowski; Theo Adam (Morosus), Eberhard Büchner (Henry), Wolfgang Schöne (Barbier), Jeanette Scovotti (Aminta), Annelies Burmeister; Staatskapelle Dresden (EMI)

- 1993; Pinchas Steinberg; Kurt Moll (Morosus), Deon van der Walt (Henry), Eike Wilm Schulte (Barbier), Cyndia Sieden (Aminta), Reinhild Runkel; Münchner Rundfunkorchester (Koch)

## Publicaciones
- Rolf Fath: Reclams Opernführer. Leipzig 2004, ISBN 3-15-010511-0

- Kultur-Bibliothek. Band II. Opern- und Operettenführer. 1986, ISBN 3-88199-297-9

- Ulrich Schreiber: Opernführer für Fortgeschrittene - Band 3. Bärenreiter, Kassel 2000, ISBN 3-7618-1436-4.

- Kurt Wilhelm: Richard Strauss persönlich. Henschel, Berlín 1999, ISBN 3-89487-326-4.